# Santa Susanna de Caulès
Santa Susanna de Caulès és una ermita preromànica de Caulès (Vidreres, Selva), al massís de Cadiretes, protegida com a bé cultural d'interès local. És molt popular entre els aficionats a la BTT i la bicicleta de muntanya de la zona.

## Arquitectura
És un edifici de planta rectangular i en planta baixa cobert a dues aigües a laterals situat en un turonet al qual s'accedeix per mitjà d'unes escales. Té una capçalera en forma de trapezi de tipus preromànic, una nau rectangular coberta amb volta de mig punt i, al costat septentrional, una capella i una sagristia afegits. El seu petit interior està enguixat i consta d'un cor amb balconada de fusta a la part occidental, d'unes escales d'accés, de la petita capella lateral i de restes de mobiliari religiós i litúrgic en mal estat (bancs, imatges, altars, etc.).
L'exterior és de pedra vista menys la façana, reformada el segle xix. Conserva tres contraforts al costat meridional i un al costat septentrional. Un dels elements més antics, a part de l'absis i les parets mestres, és la finestra tapada del lateral meridional. El sostre té un campanar de cadireta amb dues obertures de mig punt i cap campana, al qual s'accedeix recolzant una escala i amb uns graons efectuats en un dels contraforts. La façana, l'única part arrebossada, té una porta rectangular emmarcada de pedra de Girona i un òcul de rajol. Les pedres cantoneres, de granit, no estan cobertes d'arrebossat. A la part meridional del temple s'aixeca un aterrassament que contenia el cementiri, que va estar en funcionament fins a finals del segle xx, quan es van traslladar les restes al cementiri nou de Vidreres.

## Història

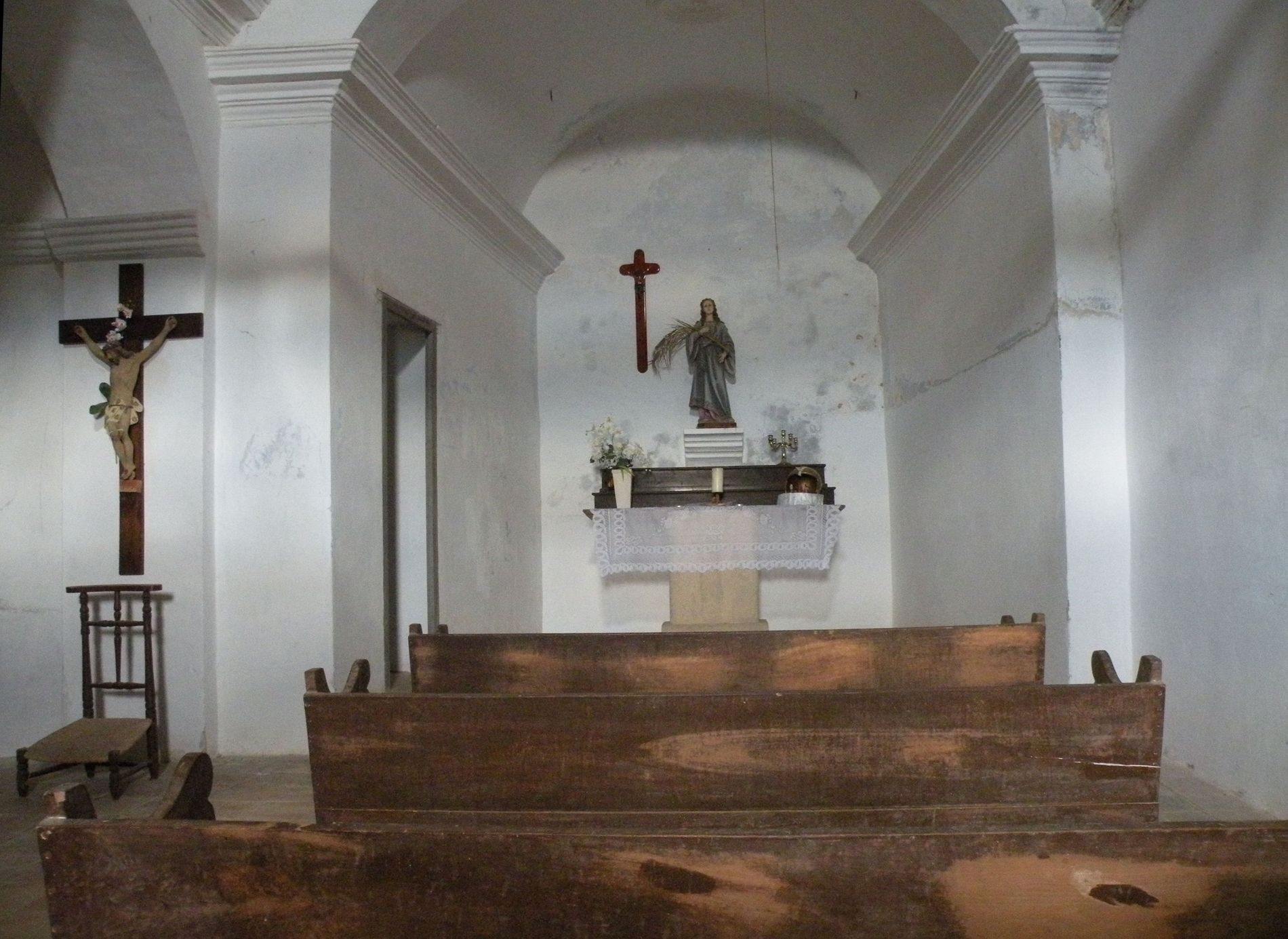
Interior del temple.

Les primeres notícies de l'església de Caulès són del segle xi. Està documentada des de l'any 1362 (Sancti Stephani de Caulesio). Fou una Parròquia independent fins que el 1448 el bisbe de Girona Bernat de Pau va unificar-la a Vidreres. A l'entrada de l'església, a terra, hi ha una pedra gravada amb dos escuts i una llegenda de difícil transcripció que pot tenir a veure amb el canvi de categoria eclesiàstica de Caulès durant el segle xv. Aquesta antiga església parroquial fou dedicada a Sant Esteve fins al segle xix, que passà l'advocació a Santa Susanna. El 1835 es va acabar la capella lateral dedicada a la Verge del Roser per voluntat testamentària de Josep Mundet, terratinent de la zona pròxima a Caulès. Les obres les va fer el mestre de cases Joan Güell i va costar 259 lliures. El 1964 es va restaurar la façana, el teulat i el cementiri. El preu de les obres fou de 130 mil pessetes. El cementiri de Caulès, en funcionament fins als anys vuitanta, va ser traslladat a Vidreres a finals del segle XX a causa de les nombroses profanacions. Per les seves característiques s'ha relacionat amb l'església de Sant Marcel de Flaçà, al Conflent, construïda a finals del segle x i principis de l'XI.